# 葉山郁美
葉山郁美（日语：／ Hayama Ikumi，1984年11月17日—）是日本女性聲優，CLARE VOICE所屬。
東京都出身。血型A型。舊名藤原郁美。

## 人物
- 出道時以聲優名義活動，投身演藝界後再次轉回聲優業[1]。
- 2008年12月進入Vi-vo，2014年12月末退社，2015年1月起自由身。[4]2015年4月1日起轉屬CLARE VOICE。[5]
- 興趣是打網球、電影鑑賞、唱歌。
- 2014年4月2日，在自己的部落格發布已於3月29日結婚的消息[6]。

## 演出作品
※粗體字為主要角色

### 電視動畫
2008年
- 乃木坂春香的秘密（女子A）

2009年
- 海貓悲鳴時（學生）
- GA 藝術科美術設計班（女學生〈三井祐子〉、教師）
- FAIRY TAIL（菈姬·奧莉埃塔）
- 白色相簿（少女1）
- 夢色蛋糕師（主持人、女性客）

2010年
- 神隱之狼（嚴島加奈子）
- 海月姬（女服務生）
- 屍鬼（汐見雪）
- 世紀末超自然學院（女服務生）
- 無頭騎士異聞錄 DuRaRaRa!!（亞梨沙）
- 超元氣3姊妹（松岡咲子、深谷、女兒A）

2011年
- 人家一點都不喜歡啦！（女僕）
- 命運石之門（女僕）
- 世界一初戀（女子社員）
- HIGH SCORE（立花香織、女學生）
- 神奇寶貝超級願望（赤霞珠）
- 神的記事本（美嘉、女子）
- 超元氣3姊妹 增量中！（松岡咲子、保母）

2012年
- 猛烈宇宙海賊（副委員長）
- 灼眼的夏娜III（Final）（「破曉先驅」奧翠妮雅／「夕暮後塵」維琪妮雅）
- 戰國Collection（紀子）
- TARI TARI（榊美佳）
- 鄰座的怪同學（彌生）
- 只要妳說妳愛我（女學生）
- 櫻花莊的寵物女孩（研究生B）
- 神奇寶貝超級願望2（赤霞珠）
- 少女 & 坦克（貓喵／貓田）
- Little Busters!（女學生A）

2013年
- AKB0048 Next Stage（咲夜、研究生B、Dealer）
- 南家三姊妹 我回來了（女學生）
- 琴浦小姐（友人C、看護士A、女學生、女性職員）
- 幕末義人傳 浪漫（阿通／阿雪）
- JOJO的奇妙冒險（廣播）
- 翠星上的加爾岡緹亞（舵手）
- 寶石寵物 Happiness（近衛寧寧）
- 科學超電磁砲S（布束砥信）
- 變態王子與不笑貓（女學生A）
- 悠悠式（保健老師）
- 現視研 第二代（笹原惠子）
- 進擊的巨人（安卡）
- 穿透幻影的太陽（凱特布魯姆〈女性化身〉）
- 惡魔高校D×D NEW（魔術師）
- 超次元戰記 戰機少女（教會職員）
- 來自風平浪靜的明天（保健體育老師、藝人、清木憂）
- 噬血狂襲（煌坂紗矢華）
- 夜櫻四重奏 -花之歌-（澤木）
- 我的腦內戀礙選項（甘草奏〈女性化〉）
- 記錄的地平線（艾麗莎）

2014年
- 魔女的使命（昏峰亞鳥）
- WIZARD BARRISTERS～弁魔士賽希爾（戴安娜）
- 我們大家的河合莊（友人B）
- 請問您今天要來點兔子嗎？（女性客A）
- 龍孃七七七埋藏的寶藏（極牛店長）
- 白銀的意志 ARGEVOLLEN（寺井秋乃）
- CROSSANGE 天使與龍的輪舞（放送實況）
- 記錄的地平線 第二期（艾麗莎）
- SHIROBAKO（安藤椿）

2015年
- CROSSANGE 天使與龍的輪舞（卡納梅、管理電腦）
- SHIROBAKO（安藤椿、織戶、瓦蘿亞、成年偶像）
- 你好！！黃金拼圖（穗乃花的母親）
- 青春×機關槍（體育教師）
- GATE 奇幻自衛隊 在彼方的土地，如斯的戰鬥（漢蜜敦·伍諾·榮恩）
- 學園孤島（神山昭子）
- 女武神驅動 -美人魚-（弓堂彪子）

2016年
- 重裝武器（式部）
- 少女們向荒野進發（女子社員、男孩子B）
- GATE 奇幻自衛隊 在彼方的土地，如斯的戰鬥 第2期（漢蜜敦·伍諾·榮恩）
- 百無禁忌！女高中生私房話（捲毛太的媽媽）
- 舞武器·舞亂伎（法拉·文勞夫）
- Dimension W －第四次元－（加藤清海）
- 亞爾斯蘭戰記 風塵亂舞（女官）
- 舞武器·舞亂伎 星之巨人（法拉·文勞夫）
- 發條精靈戰記 天鏡的極北之星（嘉娜·特馬里）
- 輕拍翻轉小魔女（導師）
- 競女!!!!!!!!（鳳凰院早苗）

2017年
- 南鎌倉高校女子自行車社（東浩子）
- 偶像事變（記者）
- 進擊的巨人 Season 2（安卡）
- sin 七大罪（冒險者們）
- 妖怪公寓的優雅日常（小圓的母親、垣內、白美音女子A）
- 食戟之靈 餐之皿（女性客）
- 時間飛船24 逆襲的三惡人（學生1）
- 偶像大師SideM（櫻庭的姐姐）
- 泥鯨之子們在沙地上歌唱（シノノ）

2018年
- Citrus~柑橘味香氣~（丸田加代）
- Lostorage conflated WIXOSS（女子）
- 最終休止符 -無止境的螺旋物語-（藍）
- 千緒的通學路（真奈菜班級的帥氣女子、女子）

2019年
- 在地下城尋求邂逅是否搞錯了什麼II（娜扎·俄里希斯）

### OVA
2004年
- 柯賽特的肖像（鏃滿）

2011年
- FAIRY TAIL ～歡迎光臨妖精Hills！！～（菈姬·奧莉埃塔）

2015年
- SHIROBAKO 劇中劇動畫「第三飛行少女隊」（ヴァロワ司令）
- 噬血狂襲 女武神的王國篇（煌坂紗矢華）

2016年
- 噬血狂襲II（煌坂紗矢華）

2017年
- 噬血狂襲II（煌坂紗矢華）

2018年
- 噬血狂襲III（煌坂紗矢華）

2019年
- 噬血狂襲III（煌坂紗矢華[7]）

### 動畫電影
2015年
- 心靈想要大聲呼喊。（小田桐）
- 少女與戰車 劇場版（貓喵、寺本）

2017年
- 少女與戰車 最終章（第1話）（貓喵、寺本、進行係）

2019年
- 少女與戰車 最終章（第2話）（貓喵、寺本、小島惠美、維里迪亞娜、次女）

2020年
- 劇場版 SHIROBAKO（安藤椿[8]）

2021年
- 少女與戰車 最終章（第3話）（貓喵、寺本富子、小島惠美）

2023年
- 少女與戰車 最終章（第4話）（貓喵、小島惠美）

2025年
- 少女與戰車 更加相親相愛作戰！（貓喵[9]）

### 網路動畫
2016年
- 怪物彈珠（櫻）

### 遊戲
2008年
- ai sp@ce（燐）

2010年
- BLUE ROSES ～妖精和藍眼的戰士們～（夏洛特）

2011年
- 高校狂師（遠野櫻、女學生）

2021年
- 魔法禁书目录 幻想收束（布束砥信）

### Drama CD
- 天魔黑兔〜900秒的放學後〜（女學生）
- 神的樂園 （米娜）
- 共鳴せよ！私立轟高校圖書委員會（學生）
- 女子落單行本第貳卷特別版付屬 角色落語CD（防波亭手寅）

## 外部連結
- （日語）事務所官方簡歷 （页面存档备份，存于）
- （日語）いくみのいくみち （页面存档备份，存于）（葉山郁美的Official Blog）
- （日語）葉山郁美的X（前Twitter）